# Адольф Круммель
Адольф Круммель (нім. Adolf Krummel; 14 грудня 1890, Гермігсдорф — 14 грудня 1960, Леоганг) — австро-угорський, австрійський і німецький офіцер, генерал-майор вермахту. Кавалер Німецького хреста в сріблі.

## Біографія
18 серпня 1909 року вступив в австро-угорську армію. Учасник Першої світової війни, після завершення якої продовжив службу в австрійській армії. З 1 листопада 1928 року служив в штабі 2-го, потім 9-го інженерного батальйону. Після аншлюсу 15 березня 1938 року автоматично перейшов у вермахт. 1 квітня 1938 року переведений в штаб 56-го, 10 листопада 1938 року — в 68-й інженерний батальйон.
З 18 серпня 1939 по 31 березня 1940 року — командир 4-го інженерного піхотного полку. 8 березня 1942 року відряджений в 2-й запасний залізничний інженерний батальйон. З 22 березня 1942 року — командир інженерних частин групи армій «Північ», з 1 липня по 31 серпня 1942 року — 4-го залізничного інженерного полку, з 15 вересня 1942 року — вищих курсів офіцері залізничних інженерних частин. 11 квітня 1945 року відправлений в резерв ОКГ. 6 травня 1945 року взятий в полон союзниками. В 1947 році звільнений.

## Звання
- Фенріх (18 серпня 1909)
- Лейтенант (1 травня 1912)
- Оберлейтенант (1 січня 1915)
- Гауптман (1 лютого 1918)
- Титулярний майор (6 липня 1921)
- Штабсгауптман (23 червня 1923)
- Майор (20 січня 1928)
- Оберстлейтенант (21 грудня 1936)
- Оберст (1 квітня 1939)
- Генерал-майор (1 грудня 1942)

## Нагороди
- Пам'ятний хрест 1912/13
- Бронзова медаль «За військові заслуги» (Австро-Угорщина) з мечами
- Хрест «За військові заслуги» (Австро-Угорщина) 3-го класу з військовою відзнакою і мечами
- Орден Франца Йосифа, лицарський хрест з військовою відзнакою
- Військовий Хрест Карла
- Пам'ятна військова медаль (Австрія) з мечами
- Почесний знак «За заслуги перед Австрійською Республікою», золотий знак
- Хрест «За вислугу років» (Австрія) 2-го класу для офіцерів (25 років)
- Орден Заслуг (Австрія), лицарський хрест
- Почесний хрест ветерана війни з мечами
- Медаль «За вислугу років у Вермахті» 4-го, 3-го, 2-го і 1-го класу (25 років)
- Залізний хрест 2-го класу
- Хрест Воєнних заслуг 2-го і 1-го класу з мечами
- Медаль «За зимову кампанію на Сході 1941/42»
- Німецький хрест в сріблі (5 вересня 1942)
- Орден Заслуг (Угорщина), командорський хрест